# Храм Фортуны Августа (Помпеи)
Храм Фортуны Августа (также Храм Фортуны Августы; итал. Tempio della Fortuna Augusta, Pompei) — руины древнеримского храма, посвященного императору Августу, на территории разрушенного города Помпеи; строительство храма началось в I веке до н. э. — предположительно, в период между 13 и 2 годом до н. э.; здание возводилось на земле, принадлежавшей роду Туллиев (семье Цицерона), которые полностью профинансировали работы.